# No Comment
No Comment é o segundo álbum de estúdio da banda de EBM Front 242. Foi o primeiro álbum lançado sob o selo da Another Side em 1984.

## Faixas
Foi lançado multiplas vezes em formatos de LP e CD na Bélgica, Alemanha e Estados Unidos.  
A seguir está uma lista das faixas em todos os lançamentos mais significativos deste álbum.

### Another Side LP version (1984)
Lado A
1. "Commando Mix" – 9:23
2. "S.FR.Nomenklatura" (1&2) – 6:36
3. "Deceit" (Behind Your Face) – 3:44

Lado B
1. Lovely Day – 5:23
2. No Shuffle – 3:50
3. Special Forces – 5:23

### Red Rhino CD version (1985)
1. Commando Mix – 9:23
2. Deceit (Behind Your Face) – 3:44
3. Lovely Day – 5:23
4. No Shuffle – 3:50
5. Special Forces – 5:23
6. S.FR.Nomenklatura (1&2) – 6:36

### Wax Trax! CD version (1988)
1. Commando Mix
2. Deceit
3. Lovely Day
4. No Shuffle
5. Special Forces
6. S.FR.Nomenklatura (1&2)

### Wax Trax! Cassette Version (1989)
Lado A
1. Commando Mix - 9:05
2. Deceit - 3:44
3. Lovely Day - 5:16

Lado B
1. No Shuffle - 3:48
2. Special Forces - 5:18
3. S.FR.Nemenklatura - 6:24

### Epic CD version (1992)
1. Commando Mix – 9:23
2. Deceit – 3:44
3. Lovely Day – 5:23
4. No Shuffle – 3:50
5. Special Forces – 5:23
6. S.FR.Nomenklatura I – 4:26
7. S.FR.Nomenklatura II – 2:10
8. Body To Body – 4:15
9. See the Future (Live) – 6:20
10. In November – 2:37
11. Special Forces Demo – 4:50

## Créditos
- Jean-Luc De Meyer - vocais
- Daniel Bressanutti - teclados, programação, mixagem ao vivo
- Patrick Codenys - teclados, programação, samplers
- Richard Jonckheere, "Richard 23" - percussão, vocais